# 新愛倫影戲院
新愛倫影戲院（New Helen Theatre），是上海市的電影院。 新愛倫影戲院在創立時名為愛倫活動影戲院，開幕於1913年。新愛倫影戲院和愛普廬影戲院同樣由俄羅斯裔葡萄牙人S.G.Hertzberg所有。1916年，該戲院更名為新愛倫影戲院。